# Политическая экономия
Полити́ческая эконо́мия, политэконо́мия — одна из общественных наук, предметом исследования которой являются отношения между рынком и государством, индивидом и обществом.
Помимо чисто экономических методов, политэкономия использует разнообразные методы, заимствованные из философии, политологии и социологии.
Политическая экономия исторически предшествовала экономической теории. В XX веке понимание политической экономии было противоречивым: одни считали её задачей проведение исследований (в сфере взаимосвязи экономики и политики), другие — методологическим подходом, который подразделялся на экономический (теория общественного выбора) и социологический.
В настоящее время политической экономией часто называют марксистские и неортодоксальные подходы к экономическим, политическим, правовым и культурным феноменам. Сравнительно новое направление — международные политэкономические исследования, посвящённые глобальному распределению доходов.

## Этимология термина
Впервые словосочетание политическая экономия использовал драматург и писатель Антуан Монкретьен в экономическом трактате «Traité d’économie politique» («Трактат о политической экономии», 1615 год). Монкретьен ни до этого, ни после экономических работ не писал. В 1911 году, характеризуя степень самостоятельности трактата, Британская энциклопедия дала заключение: он «в основном базируется на работах Жана Бодена». Обстоятельства, подвигшие драматурга на написание трактата, были сугубо политическими (автор посвящал его молодому королю Людовику XIII и королеве-матери Марии Медичи). Прекрасный знаток античных языков и литературы, Монкретьен сконструировал термин для обозначения предмета исследования Жана Бодена:
- «политическая» — вызывает реминисценции и собственно с политикой, и с аристотелевским трактатом «Политика» (греч. Πολιτικά), название которого восходит к πολίτευμα — государственное устройство.
- «экономия» — отсылка к «Экономике» (др.-греч. Οἰκονομικός), одному из сократических диалогов Ксенофонта, излагающих правила (νόμος «законы») ведения хозяйства (др.-греч. οἶκος «дом» как самообеспеченная хозяйствующая единица; ср. домовладение).

Можно трактовать анаграмму «политическая экономия» → «экономическая политика» как движение от обоснования (теории) к реализации (практике). Однако, в силу своей фундаментальности, политическая экономия не в состоянии учитывать всю текущую конкретику и её выводы воспринимаются политиками, в лучшем случае, как рекомендации.
«Ввести в обиход новый термин», то есть подтвердить его в дискуссиях с коллегами или хотя бы увидеть его в чужих трудах, Монкретьену не было суждено — он погиб через 6 лет (1621 г.) после выхода своего трактата.
Термин «политэкономия» стал использоваться в эпоху Просвещения в конце XVIII в. и до конца XIX в. применялся как современный термин «экономическая наука». С конца XIX в. уже используется термин «экономическая наука» (economics), употребление термина «политэкономия» прекращается.
В начале XX в. ряд экономистов пытались вернуться к определению предмета, который изучает экономическая теория, однако дискуссии на этот счет продолжаются до сих пор, и многие считают теорию лишь инструментом познания.
Дж. М. Кейнс в 1921 г. во «Введении» к серии Cambridge Economics Handbooks заметил: «Экономическая наука является скорей не доктриной, а методом, аппаратом и техникой мышления, которые помогают владеющему ими приходить к правильным выводам». Это более кратко сформулировала Дж. Робинсон в 1933 г., охарактеризовавшая экономическую науку как «ящик с инструментами».
В 1960-х годах термин «политэкономия» возрождается, но изменяется его содержание. Марксисты же никогда не отказывались от использования термина «политическая экономия» в его первоначальном значении.  Критика политической экономии также тесно связана с марксизмом.
К 1960-м годам термин «политическая экономия» начинает использоваться правыми либертарианцами из Чикаго и Центра исследований в области общественного выбора. Основной вопрос, который исследуется в рамках современной политической экономии, формулируется так: «Как экономическая наука может содействовать пониманию причин той или иной общественной проблемы?».
В рамках нового институционализма (Г. Таллок) с помощью инструментов экономической теории изучаются семейные отношения, воспитание детей, смерть, преступность, сексуальные отношения, поведения политиков. Это направление часто называют экономическим империализмом.

## Предмет и метод
По мнению российского экономиста Г. С. Вечканова, политэкономия изучает глубинные основы экономической жизни общества.
Категория «политическая экономия» является одним из элементов категории «экономические теории»; соответственно эти термины неравнозначны и не взаимозаменяемы.
Политическая экономия — лишь одна из множества наук, формулирующих экономические теории. При этом в её рамках, как и «внутри» любой другой науки, могут возникать, сосуществовать и даже конкурировать несколько качественно различающихся совокупностей частных теорий.
Группы взаимосвязанных, взаимно непротиворечивых теорий, развиваемых в рамках одной науки, на базе одного и того же предмета, но разными группами учёных, применяющих разные методы и приёмы, складываются в школы и течения научной мысли. Со временем расхождения между ними в области предмета и метода могут достигать критической точки, после которой констатируется появление новых наук, уже со своими, взаимно непротиворечивыми определениями предметов и методов.
Предмет политической экономии: объектом исследования будет социум, социальные связи. Но этот объект изучают и психологи, и социологи, и политологи и т. д. Предметом же политэкономии будут социально-экономические явления, которые складываются в определённых сферах, которые в разные периоды времени были в фокусе внимания политэкономии.
Метод науки — приёмы исследования. Среди методов, общих с большинством других экономических теорий, политическая экономия опирается на:
- Анализ и синтез. Анализ — расчленение сложного объекта на составляющие. Синтез — интеграция в единое целое частей, свойств, отношений, ранее выделенных по ходу анализа. Синтез дополняет анализ и находится с ним в неразрывном диалектическом единстве;
- Абстракция — после анализа, отделение существенных характеристик (составляющих) явления от несущественных, производимое по определённому (часто количественному) критерию.
- Индукция и дедукция. Индукция — тип умозаключения, обеспечивающий переход от единичных фактов к множественным, от частного к общему. Дедукция, в широком смысле — любой вывод вообще; в философском — достоверное доказательство или вывод утверждения на основе законов логики. В дедуктивном выводе следствия находятся в посылках, и извлекаются оттуда путём логического анализа. Индукция и дедукция — не отдельные, самодовлеющие, а обязательно неразрывно взаимосвязанные между собой моменты диалектического познания.[11]

Системный подход — не отдельный метод (как иногда ошибочно указывают, наряду с анализом, синтезом, абстракцией, дедукцией и индукцией), а вся перечисленная совокупность методов, позволяющая рассматривать отдельное явление или процесс как систему, состоящую из определённого количества взаимосвязанных и взаимодействующих между собой элементов.
Методы, специфические для политэкономии, которые могут отсутствовать или иметь второстепенное значение в других экономических теориях, включают:
- исторический и социологический метод. Поскольку человек входит в предмет политической экономии и как субъект экономических отношений, и как деятельный участник, и как результат экономических процессов, эта наука обязана рассматривать явления в историческом плане, проецируя их на социологический результат. Индуктивно-дедуктивную взаимосвязь этих методов отметил В. Зомбарт:«Исторический подход — это подход к единичному, однократному, социологический же — к повторяющемуся, т.е. к типическому».[12]

Однако политэкономия не подменяет собой ни историю, ни социологию, перенимая у этих наук не их специфические методы и предметы, а только принципы. Так, историзм есть принцип познания вещей и явлений в их развитии и становлении в связи с конкретными историческими условиями, их определяющими.
Политическая экономия изучает экономику и складывающиеся в ней отношения в части своего предмета, который определяется, таким образом, категорией «Производственные отношения». Это общественные отношения, складывающиеся в процессе воспроизводства, включающего:
- производство,
- распределение,
- обмен,
- потребление материальных благ.

Политическая экономия выявляет закономерности и формулирует экономические законы, управляющие развитием производственных отношений на разных исторических этапах развития экономической деятельности человечества. С целью их различения здесь могут использоваться разные методики, позволяющие выделить качественно различные состояния производительных сил и производственных отношений общества, в частности — специальная категория общественно-экономических формаций.
Сформулировав свой предмет и проведя тем самым разделительную черту с предшествующими этапами развития экономической мысли, в XIX веке политическая экономия, на основе соблюдения этой формулы, проводит дальнейшее размежевание с другими науками и дисциплинами, смежными с ней в области предмета. В частности, с товароведением, историей права (в том числе хозяйственного) и народного хозяйства различных стран и регионов, экономической статистикой и др. Взаимодействуя с ними, и используя материалы, профессионально и досконально изученные учёными-специалистами в других областях, политическая экономия и сама становится основой зарождения новых наук: истории экономики, эконометрики и др.
Специфические элементы, соответствующие определению предмета политической экономии, появляются в работах «первопроходцев» этой науки (У. Петти, П. де Буагильбера и др.), получая окончательное закрепление в трудах А. Смита, Д. Рикардо, К. Маркса, Ж.-Б. Сэя, Т. Мальтуса, Бастиа и других, работы которых относят к классической политической экономии. Несмотря на схожесть отдельных выводов и законов, формулировавшихся разными «классами», в рамках политической экономии, развивались разные школы и течения экономической мысли. Из них крупнейшим по числу учёных, тиражам научных трудов и продолжительности существования является марксистская политическая экономия (в рамках которой также выделяются различные школы и течения).
С XVIII—XX веков и по сей день политическая экономия является крупным, но не единственным источником социально-экономических теорий. Разграничение между политической экономией и другими смежными науками и дисциплинами проводится по ряду критериев, среди которых социально-исторический компонент, охват интересов всех социальных групп-субъектов производственных отношений, прогноз результатов той или иной экономической политики. Этим критериям в целом отвечают ряд других экономических школ XIX—XX веков, одна из которых в этой связи получила название «Неоклассическая экономическая теория» (восходящая к классической политической экономии).

### Генезис предмета политической экономии
Историческим предшественником политической экономии является меркантилизм, предмет исследований которого — сфера обращения. В дальнейшем, по ходу развития политической экономии как науки, основной акцент смещается в сферу производства.
Чёткий категориальный аппарат, однозначные дефиниции, предваряющие рассуждения авторов — важное требование метода политической экономии. Этим она отличается от других произведений на экономическую тематику, не привязанных к строгой категориальной основе. Известная коллизия определений возникает при рассмотрении меркантилизма — исторического этапа развития экономической мысли, хронологически предшествующего возникновению политической экономии. На этот счёт существует две точки зрения.
Согласно одной из историко-экономических традиций, Адам Смит — основоположник политической экономии, а меркантилисты (которых он критикует в своём главном труде) — её предшественники. Действительно, по форме подачи трактаты меркантилистов — прагматические предложения (часто в адрес высшей власти), авторы которых (в их числе — купцы, чиновники и другие экономисты-практики). Их главный довод — чисто арифметические расчёты, а не научно-академические рассуждения с переходами от конкретики к абстракции и наоборот. Наконец, по содержанию это — предложения по изменению экономической политики; иными словами это — доктрины. То есть, предшествующий политической экономии меркантилизм (ранний его этап также называется монетарной системой) — не наука в её строгом понимании, а один из этапов генезиса экономической мысли; так сказать, предыстория политической экономии.
В некоторых других источниках меркантилизм атрибутирован как одна из экономических теорий. Учитывая, что при этом предмет экономической теории отождествляется с предметом политической экономии, последняя автоматически теряет статус исторически первой экономической науки. Там же могут называть экономистами (в смысле, учёными) и авторов-меркантилистов, хотя к некоторым из них (купцам, чиновникам) это понятие приложимо лишь в общесобирательном смысле «практикующие в экономической сфере финансов и торговли».
Предмет политэкономии в версии А. Смита сформулирован в заголовке его главного труда: «Исследование о природе и причинах богатства народов». Богатство (англ. wealth) как предмет науки понимал и Д. Рикардо. На протяжении XIX века труд Смита играл как просветительскую роль, так и был объектом критики, порождавшей новые концепции в науке. Второе значение wealth — изобилие (а во времена Смита ещё и «процветание»). Но к этому смыслу политэкономы вернулись лишь в XX веке.

Ближайшие к Смиту по времени критики — Симон де Сисмонди (а потом и другой представитель экономического романтизма П. Ж. Прудон) утверждали, что не сами объекты богатства (вещи), а их распределение (и перераспределение) является предметом политэкономии, и её особое предназначение — обеспечить справедливость этого процесса. Ряд исследователей выделяют особенный элемент новизны, который Сисмонди вносит в метод, а именно — ввод морально-этического элемента в состав принципов классической политэкономии:
Политическая экономия — «наука не простого расчёта, а наука моральная»; она вводит в «заблуждение, когда оперирует голыми цифрами, и ведёт к цели лишь тогда, когда приняты во внимание чувства, потребности и страсти людей».
К. Маркс позицию Сисмонди считал мелкобуржуазной, популистской. В поисках фундаментальной, глубинной первоосновы экономических процессов он пошёл по пути философско-абстрактного осмысления их сущности. Маркс сконцентрировал внимание на процессе воспроизводства (производстве, распределении, обмене, потреблении) как едином комплексном целом . Чтобы не отвлекаться на частности, составляющие предмет специальных наук (отраслевых экономик, экономики торговли, маркетинга и пр.), Маркс рассматривал производственные отношения, которые возникают между людьми, занятыми в этих процессах соответственно месту каждого на ступенях социальной пирамиды общества. Эти отношения не субъективно-психологические (межличностные отношения человек-человек), а социально-правовые. С учётом этого сейчас предметом политической экономии являются производственные отношения, то есть отношения по поводу производства, распределения, обмена и потребления благ.
Маркс выступал не только как критик Смита. Отмечая изъяны в его концепции, он нашёл и творчески использовал рациональное зерно в формуле великого шотландца. Расчленив смитовское «богатство» на составляющие — товары (goods), Маркс сугубо абстрактными логическими умозаключениями доказал, что именно товар как категория должен стать отправной точкой в политико-экономических исследованиях. Первые слова 1-й главы I тома «Капитала», посвящённой товару, отдают дань основоположнику науки, как бы вторя заголовку его труда: «Богатство народов…»

### Варианты методологии
Чтобы указать на хронологической оси истории экономических учений ту или иную точку отсчёта истории политической экономии, можно использовать различные критерии, в зависимости от специфики задачи, для которой это требуется.
Наиболее ранняя граница определяется формально-терминологически. Это — момент издания исследования, сочинения с таким названием. Для политэкономии это 1615 — год издания «Трактата о политической экономии» А. Монкретьена. Однако автор свои исследования не продолжил (тема была для него в известном смысле случайной), и ни один из ближайших его современников не использовал этот труд в качестве отправной точки последующих разработок науки под этим названием.
Наиболее поздняя граница определяется по строгому академическому признаку — возникновению первого центра систематических коллективных разработок. В этом формальном смысле возникновение политэкономии как академической науки датируется 1805 годом, когда в колледже Haileybury открывается первая кафедра и назначается первый профессор политической экономии (Томас Мальтус). Задел в виде ранее написанных научных трудов, которые послужат отправной точкой дальнейших исследований кафедры, является обязательным условием.
Классификацию предмета и метода осуществляет, в общем, та же группа учёных, которая прокладывает академический путь вновь признанной науке, и потому выбор точки отсчёта ближайшей предыстории науки всегда результат их, в некоторой мере субъективного, выбора. Открываемые впоследствии в других странах новые школы, используя уже данные другими определения предмета и метода, могут доказать «право первородства» для исследований своей страны, и т. д. Так или иначе, первая заявка на приоритет часто остаётся опротестованной, и происходит это не сразу, а к моменту, когда жизненный цикл науки близится к пику.
В дальнейшем, в других европейских странах — в Италии, Германии, России и др. — на волне общего для всей Европы середины XIX века усиления интереса к собственной истории были вновь открыты многие, доселе забытые имена. Используя тот же формальный, предметно-методологический подход, каждая страна открыла заново своих учёных, оставивших для потомков труды, оказавшиеся политико-экономическими. Однако из того, что свою «Книгу о скудости и богатстве» И. Т. Посошков издал в 1724 году, то есть более чем за полвека до почти одноимённого труда Адама Смита (1776), отнюдь не следует вывод, что политическая экономия началась в России.
Воздавая должное учёным каждой страны, современная историография экономических учений склоняется к следующим формулировкам.
Франсуа Кенэ считается основателем школы физиократов (самоназвание «экономисты»), как исторически первого направления классической политической экономии и первой научной школы. В числе основополагающих произведений: «Экономическая таблица Кенэ» (1758) и «Размышления о создании и распределении богатств» Тюрго (1766). Основоположником же научных исследований в этом направлении считается П. Буагильбер (работы 1697—1707).
Адам Смит, встречавшийся с физиократами в 1764—1766, и написавший «Исследование о природе и причинах богатства народов» 10 лет спустя, в 1776, считается основателем школы классической английской политической экономии. Начала которой прослеживаются у ряда ближайших его предшественников, включая У. Петти (труды 1662—1682 гг.). Англия же считается родиной политической экономии как академической науки (первая кафедра открыта в 1805).

## Социальная направленность политической экономии
Ликвидация социальной несправедливости и её способ, построение справедливого общества — цель, предпосланная трактатам многих великих мыслителей, начиная с глубокой древности. Уже в древнеегипетских «Речениях Ипувера»: 
Страна перевернулась как гончарный круг. Бедные стали богатыми, имущие — неимущими… Кто искал быков для пахоты, стал хозяином стада; у кого не было зерна, сам ссужает его; кто не мастерил себе лодки, стал владельцем кораблей; прежний хозяин смотрит на них, но они уже не его.
Игнорировать эту проблему самоубийственно, ведь альтернатива — социальные потрясения, революции, кровопролитие:
Зависимые люди стали хозяевами людей… кто был на посылках, сам посылает другого… Должностные лица разогнаны по всей стране; законы выброшены вон и по ним ходят, ничтожные люди бродят взад и вперёд по главным судилищам; вскрыта палата, изъяты податные сказки; царские склады и жито стали достоянием любого… Горстка беззаконников лишила страну царства; что скрывала пирамида, то пусто: царь вынут…
Это древнейшее из документальных свидетельств первой из известных на сегодня социальных революций в истории человечества. Одновременно этот трактат — и первая попытка указать на опаснейший по своим последствиям тип несправедливости, а именно — в экономических отношениях, в отношениях собственности, в распределении благ. Те же вопросы изучали и античные философы, у которых проблемы экономические неотъемлемы от проблем этики и морали. В Новое время задачи преобразования общества на социалистических принципах, необходимости справедливого переустройства общественных отношений (и в том числе экономических) входят в предмет особого течения — теорий утопического социализма. Хотя экономические отношения и являются одним из их предметов, методологически труды социалистов-утопистов домарксового периода стоят вне политической экономии: наряду с буржуазной политической экономией утопический социализм является одним из трёх источников марксизма, предшествующих ему. Однако приоритет во введении задачи устранения социальной несправедливости в число важнейших целевых функций политической экономии — не за Карлом Марксом, а за его предшественником, С. Сисмонди:
«люди объединились в общество…, чтобы обеспечить себе счастье»
По ходу трансформации буржуазной политической экономии в экономикс (в альтернативной трактовке процесса — после завершения её кризиса «умиранием» этой науки с заменой на экономикс) часть буржуазных политэкономов намеренно исключила из своей науки весь этико-социальный компонент. Эту позицию выразил, в числе других, в 1932 году Лайонел Роббинс:

Экономика имеет дело с удостоверяемыми фактами, а этика — с оценками и обязательствами. Эти две области исследования не лежат в одной плоскости рассуждений.Оригинальный текст (англ.)Economics deals with ascertainable facts; ethics with valuations and obligations. The two fields of enquiry are not on the same plane of discourse.
Категорическое несогласие с этой позицией выразил Дж. М. Кейнс:

Вопреки Роббинсу, экономика является моральной наукой по своей сущности. Она, так сказать, берёт на службу метод самонаблюдения и выносит суждения о ценности.Оригинальный текст (англ.)As against Robbins, Economics is essentially a moral science. That is to say, it employs introspection and judgement of value.

## Политическая экономия по странам
Англия. Первым профессором кафедры политической экономии стал сэр Томас Роберт Мальтус.
Италия. Вплоть до настоящего времени политическая экономия развивается как наука и изучается как предмет.
Дореволюционная Россия.
Интересно, что из допросов декабристов был сделан вывод, что для пресечения зла вольнодумства необходимо изъять политическую экономию из учебных планов (хотя до этого дело не дошло).
Советский Союз.
Марксизм-ленинизм опирался на единый и концептуально взаимосвязанный комплекс трёх наук: философии (диалектический и исторический материализм), политической экономии и научного коммунизма. Несмотря на мощную социально-политическую составляющую в постановке задач марксистской политической экономии, не она (как иногда ошибочно полагают), а именно научный коммунизм брал на себя в этой связке главенствующую роль социально-политической теории марксизма-ленинизма. Ср.: 
Раздел I. Научный коммунизм — составная часть марксизма-ленинизма.
Глава I. Предмет и метод научного коммунизма.
§ 1. Научный коммунизм — социально-политическая теория марксизма-ленинизма.
В советской экономической науке марксистская политическая экономия рассматривалась как базовый принцип ведения народного хозяйства, на её основе разрабатывался плановый характер экономического развития с конечной целью упразднения товарно-денежных отношений.
Политическая экономия как наука носила и носит фундаментальный характер и является методологической базой для других экономических наук. При этом она ограничена в своём предмете исследованием непосредственно экономических отношений. Например, она изучает стоимостные отношения, но не занимается калькуляцией себестоимости, исследует историю и природу денег, но не занимается банковским делом, изучает природу и механизм производства прибавочной стоимости, но не рассматривает конкретные пропорции её распределения между собственниками факторов производства.